# Liste der Bodendenkmale in Belgershain
In der Liste der Bodendenkmale in Belgershain sind die Bodendenkmale der Gemeinde Belgershain und ihrer Ortsteile nach dem Stand der Auflistung von Klaus Kroitzsch und Harald Quietzsch aus dem Jahr 1984 aufgelistet. Eventuelle Änderungen und Ergänzungen, insbesondere aus der Zeit nach der Wende, sind nicht berücksichtigt, da für Sachsen aktuell keine neueren allgemein zugänglichen Bodendenkmallisten vorliegen. Die Baudenkmale sind in der Liste der Kulturdenkmale in Belgershain aufgeführt.
| Denkmal-ID | Fundart            | Ortsteil    | Bezeichnung | Zeitstellung | Lage                           | Bemerkungen                                                                              | Bild |
| ---------- | ------------------ | ----------- | ----------- | ------------ | ------------------------------ | ---------------------------------------------------------------------------------------- | ---- |
| ?          | Befestigung > Burg | Belgershain | Wasserburg  | Mittelalter  | im Ort, westlicher Gutsbereich | Durch Schloss überbaut und erweitert, umlaufender Wassengraben, Schutz seit 17. Mai 1956 |      |